# 主唱

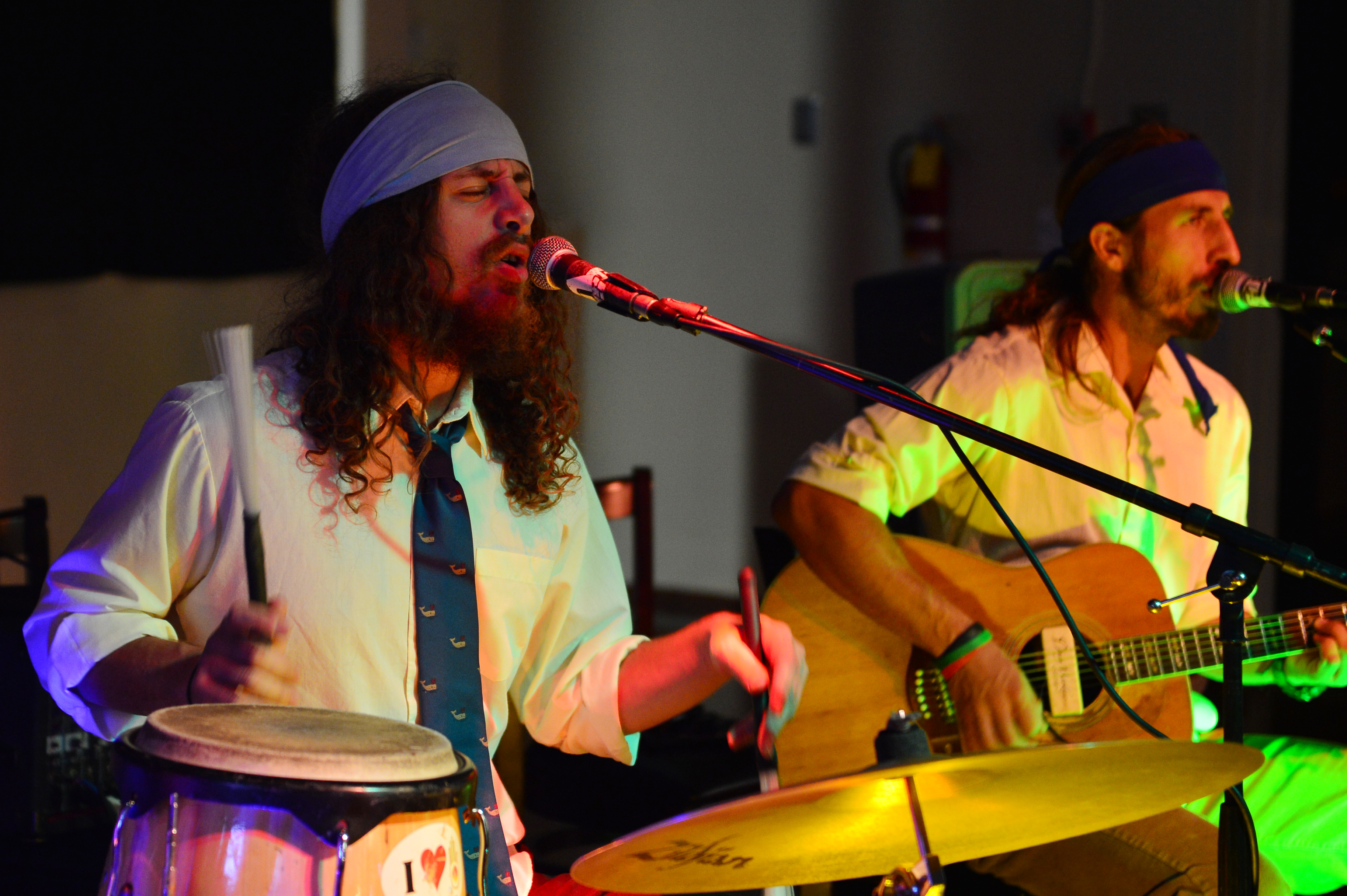
主唱

主唱（英語：Main vocalist），是在流行音樂團體中負責主要歌唱部份的成員，他們的人聲在可能聽到多種聲音的表演中，有最突出的旋律，與合奏的伴奏部分作為主導聲音。

## 另見
- 獨唱
- 歌手